# Cyphocampa
Cyphocampa là một chi bướm đêm thuộc họ Noctuidae.